# ラルフ・ゴア (第4代準男爵)
第4代準男爵サー・ラルフ・ゴア（英語: Sir Ralph Gore, 4th Baronet PC (Ire)、1733年2月23日没）は、アイルランド王国の政治家。アイルランド財務大臣、アイルランド庶民院議長を歴任した。

## 生涯
第3代準男爵サー・ウィリアム・ゴアとハンナ・ハミルトン（Hannah Hamilton、1733年5月16日没、ジェームズ・ハミルトンの長女）の息子として生まれた。1693年よりダブリン大学トリニティ・カレッジで教育を受け、1718年にLL.D.の学位を授与された。
1703年頃に父が死去すると、準男爵位を継承した。1703年から1713年までドニゴール・バラ選挙区の、1713年から1727年までドニゴール・カウンティ選挙区の、1727年から1733年までクロハー選挙区の代表としてアイルランド庶民院議員を務め、1717年にアイルランド財務大臣に、1729年にアイルランド庶民院議長に就任した。1714年にアイルランド枢密院の枢密顧問官に任命され、ジョージ2世が即位した後の1728年に再任された。1730年と1732年から1733年までの2度にわたってアイルランドにおける摂政官（Lord Justice）の1人を務めた。
1733年2月23日に死去、クライストチャーチ大聖堂に埋葬された。息子セント・ジョージが爵位を継承した。

## 家族
1705年、エリザベス・コルヴィル（Elizabeth Colville、サー・ロバート・コルヴィルの娘）と結婚したが、子供はもうけなかった。その後、エリザベス・アッシュ（Elizabeth Ashe、1741年12月7日没、セント・ジョージ・アッシュの娘）と再婚した。
- セント・ジョージ（1722年 – 1746年） - 第5代準男爵
- ラルフ（英語版）（1725年 – 1802年） - 第6代準男爵、初代ゴア男爵、初代ベルイル子爵、初代ロス伯爵